# フィヨルドシティ

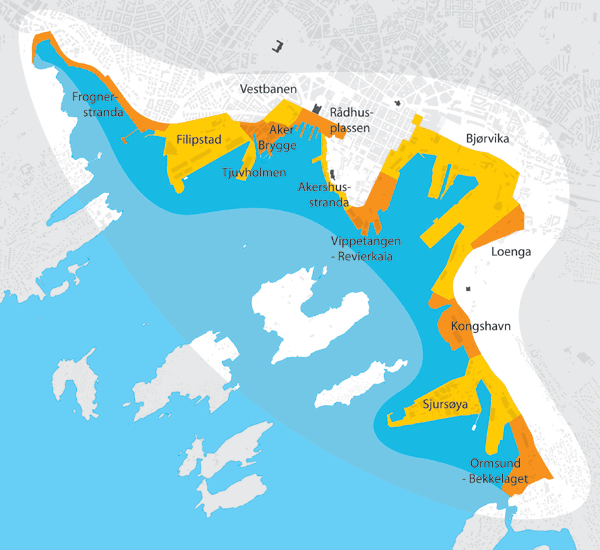
フィヨルドシティ計画

フィヨルドシティ（Fjord City、ノルウェー語: Fjordbyen）はノルウェーの首都オスロの都心部に隣接した港湾など、オスロフィヨルド湾奥のウォーターフロント地区を再開発する計画。
1980年代、オスロ市庁舎の西にあった造船所跡を利用したウォーターフロント開発であるアーケル・ブリッゲ（Aker Brygge）建設が始まり、1990年代には繁華な地区として再生した。続いて、2000年代からはオスロ中央駅の海側一帯を再開発するビョルヴィカ（ビョルヴィーカ、Bjørvika）再生計画と、アーケル・ブリッゲのさらに海側を再開発するチューヴホルメン（Tjuvholmen）再生計画が進んでいる。残るオスロ中心部の海辺の再開発は2010年代以降に着手されることになっており、オスロ港の中心はソルハヴナ地区（Sørhavna）へ移転される。
計画はオスロ・ウォーターフロント計画局が担当しており、中央駅の開発、ビョルヴィカ地区のオスロ・オペラハウス（完成済）、同じくビョルヴィカのオフィスビル建設計画バーコード・プロジェクトなど大きな投資が続けられている。そのほかにもオーセベリ船の入る新博物館、オスロ公共図書館、ムンク美術館などのビョルヴィカ移転など、文化施設の海辺への集積も進められている。オスロフィヨルドとオスロ市街の間を隔てている高速道路E18号線は、沈埋トンネルであるビョルヴィカトンネルが湾内に完成したことによりルートを変更され、高架道路跡地は撤去されオフィスビルや住宅などの用地となる。

## 開発地区

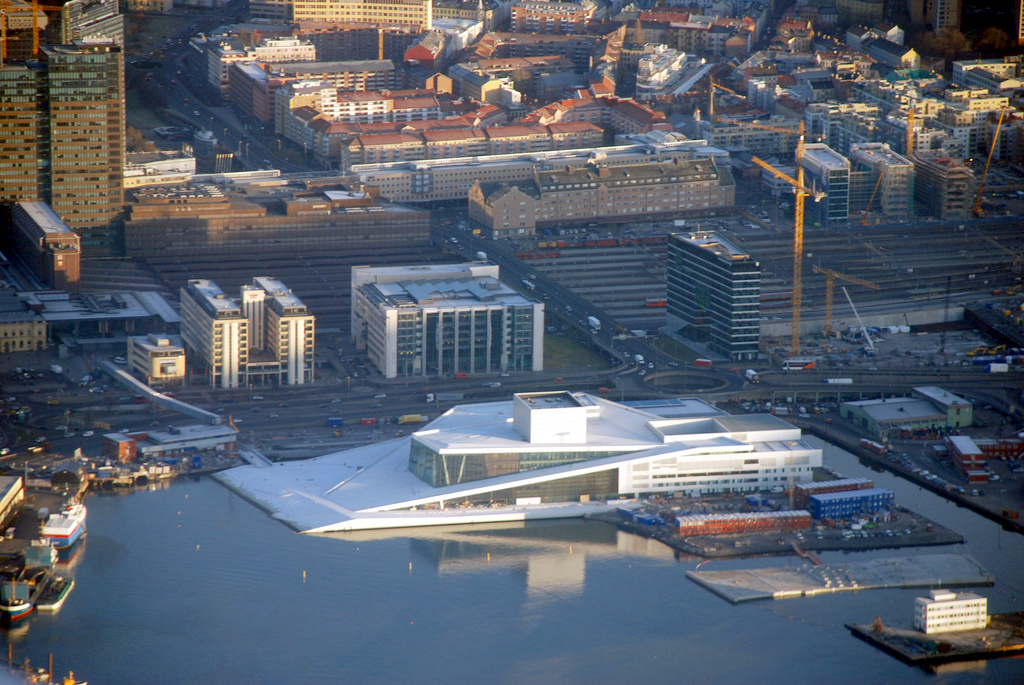
ビョルヴィカ地区、オスロオペラハウス

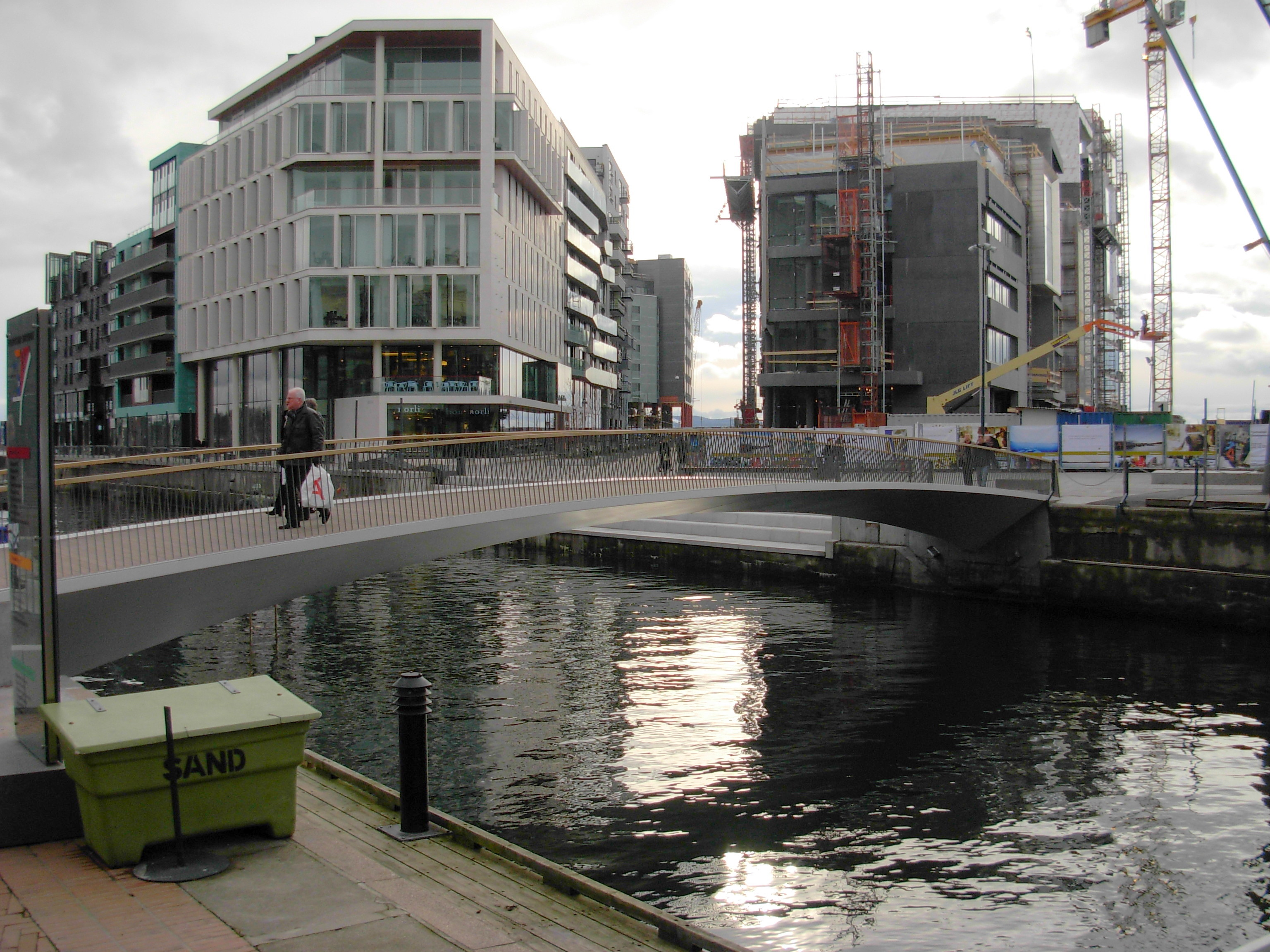
チューヴホルメン地区

チューヴホルメン（Tjuvholmen）地区の再開発は2008年に始まった。ここには集合住宅と商業施設が建つことになっており、ノルウェー国立バレエアカデミー（Statens balletthøgskole）が移転している。
32ヘクタールの面積のフィリプスタード（Filipstad）地区はガントリークレーンなどが建つコンテナ埠頭になっているが、ここには5ヘクタールの公園と、45ヘクタールの新市街ができることになる。市街地のうち半分は住宅となり、アパート2,200戸が供給される
アーケル・ブリッゲ（Aker Brygge）は1982年に閉鎖された造船所跡地に1980年代後半から1990年代にかけて住宅や商業・オフィス施設などが立ち並んだ。ノルウェー最大の金融グループDnB NOR、漁業や建築などの持株会社Aker、金融会社Storebrandなどがこの再開発地区に本部を構えている。オスロ・トンネルとオスロ中央駅開業により廃止となったオスロ西駅の跡地には国立芸術・建築・デザイン美術館（オスロ国立美術館、Nasjonalmuseet for kunst, arkitektur og design）が新築され、かつての駅舎にはノーベル平和センターが入る。
市内交通の中枢であるオスロ市庁舎広場とピーペルヴィカ（Pipervika、ピーペル湾）地区は、1960年代に周囲のスラムが改善され現在のような姿になった。1994年、フェストニング・トンネル開通後は、市庁舎広場には自家用車が立ち入れないようになっている。
ピーペル湾とビョルヴィカ入り江の間に突き出たヴィッペタンゲン（Vippetangen）付近は、歴史的モニュメントであるアーケシュフース城が建っているため、再開発はほとんどなされない。
コンテナ埠頭などの港湾地区であるビョルヴィカ（Bjørvika）は、高速道路E18号線のビョルヴィカ・トンネルへのルート変更後に更地となり、大規模な建設計画が進むことになる。海辺の大きな土地には新しい大通り（Dronning Eufemias 通り）が造られる。大通りの南には、海に面してオスロ・オペラハウスが2008年に完成しており、ムンク美術館、ステネルセン美術館、オスロ公共図書館なども海沿いの隣接地に移転する。一方、大通りの北にはバーコード・プロジェクトと呼ばれる12棟の中高層オフィスビル群建設計画がある。その北にあるオスロ中央駅も、プラットホームと線路以外はすべて建てなおされることになっている。
ビョルヴィガの入り江の東岸に連なる Sørengautstikkeren, Loenga, Grønlia の各地区は鉄道施設や港湾施設が残っているが、Grønlia と Sørenga 地区は港湾施設が撤去され主に住宅が建つことになる。Loenga にはいくらかの鉄道施設が残る。
Kongshavn, Sjursøya, Ormsund, Bekkelaget の各港湾地区は、当初はフィヨルドシティ計画の対象となっていたが、後に再開発からははずされている。

## 交通
フィヨルドシティ計画の再開発地区を結ぶ交通手段はオスロ市電（トラム）となる。まず1995年に、Vika線のVika - アーケル・ブリッゲ - 市庁舎広場間が開通した。2014年以降はEkeberg線を、ビョルヴィガの新しい大通りである Dronning Eufemias 通りに移設し、ヴィッペタンゲンの岬を回るように新線が作られる。
フィリプスタードとヴィッペタンゲンには引き続きクルーズフェリーが停泊することになっている。ヴィッペタンゲンの周囲に散在する島への渡船を運営する Oslo Fergene は、ヴィッペタンゲンとRådhusbrygga からの運航を続ける。オスロのすぐ対岸にある近郊都市ネソッデン（Nesodden）へのフェリーを運航する Nesodden–Bundefjord Dampskipsselskap 社は、今後もアーケル・ブリッゲからの運航を続ける。
欧州高速道路E18号は、1990年に市庁舎からヴィッペタンゲン間を地下トンネル（フェストニング・トンネル）に切り替えた。2010年にビョルヴィカ・トンネルも完成し、地上から地下への切り替えが進むことになる。